# Peter Potye

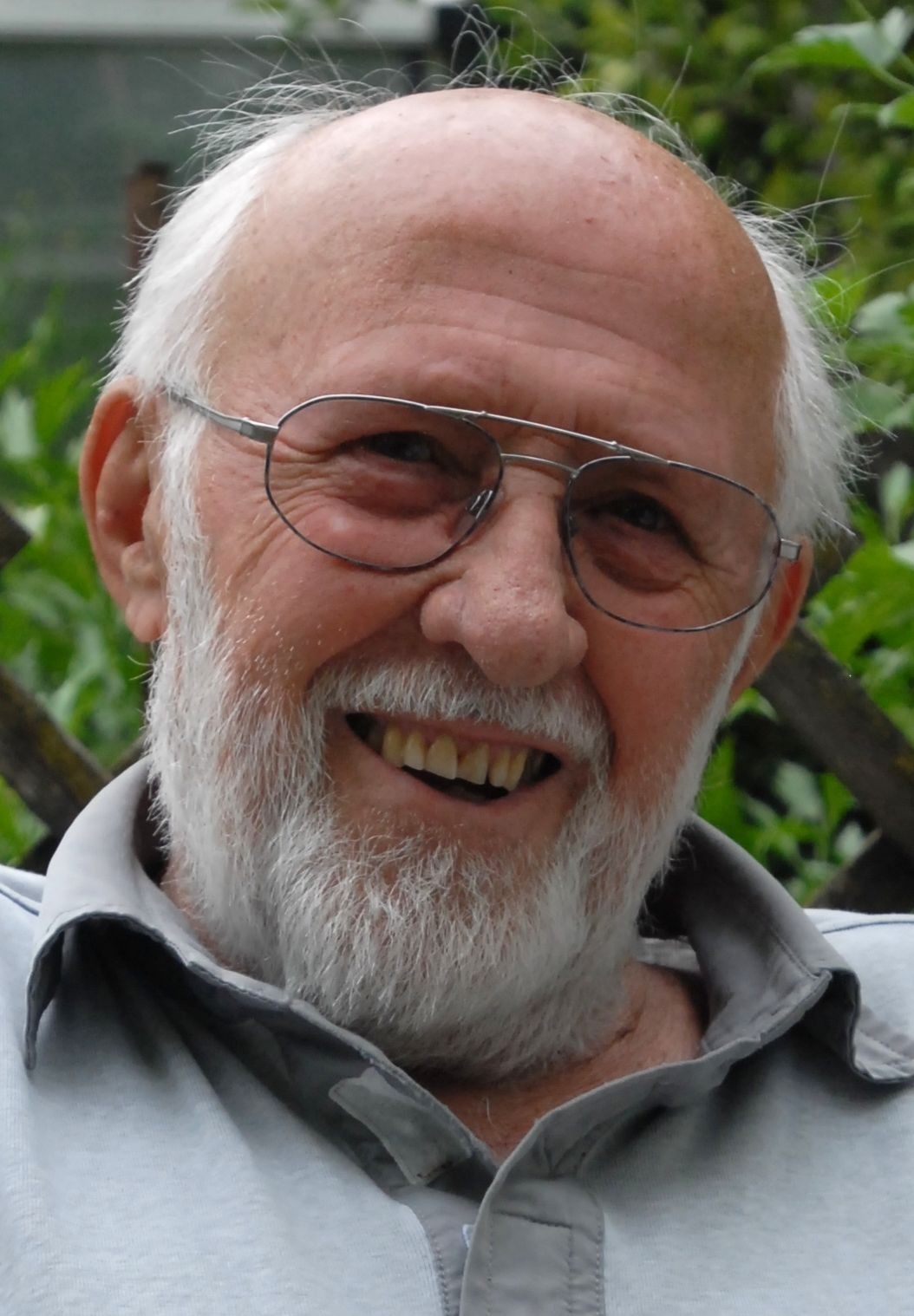
Peter Potye (2011)

Peter Potye (* 1. Dezember 1925 in Gertianosch, Königreich Rumänien; † 15. Jänner 2022 in Ansfelden) war ein österreichischer Zeitzeuge, der sein Umfeld seit seiner Jugend mittels Tagebuchaufzeichnungen und tausenden Fotos dokumentierte.

## Kindheit und Jugend

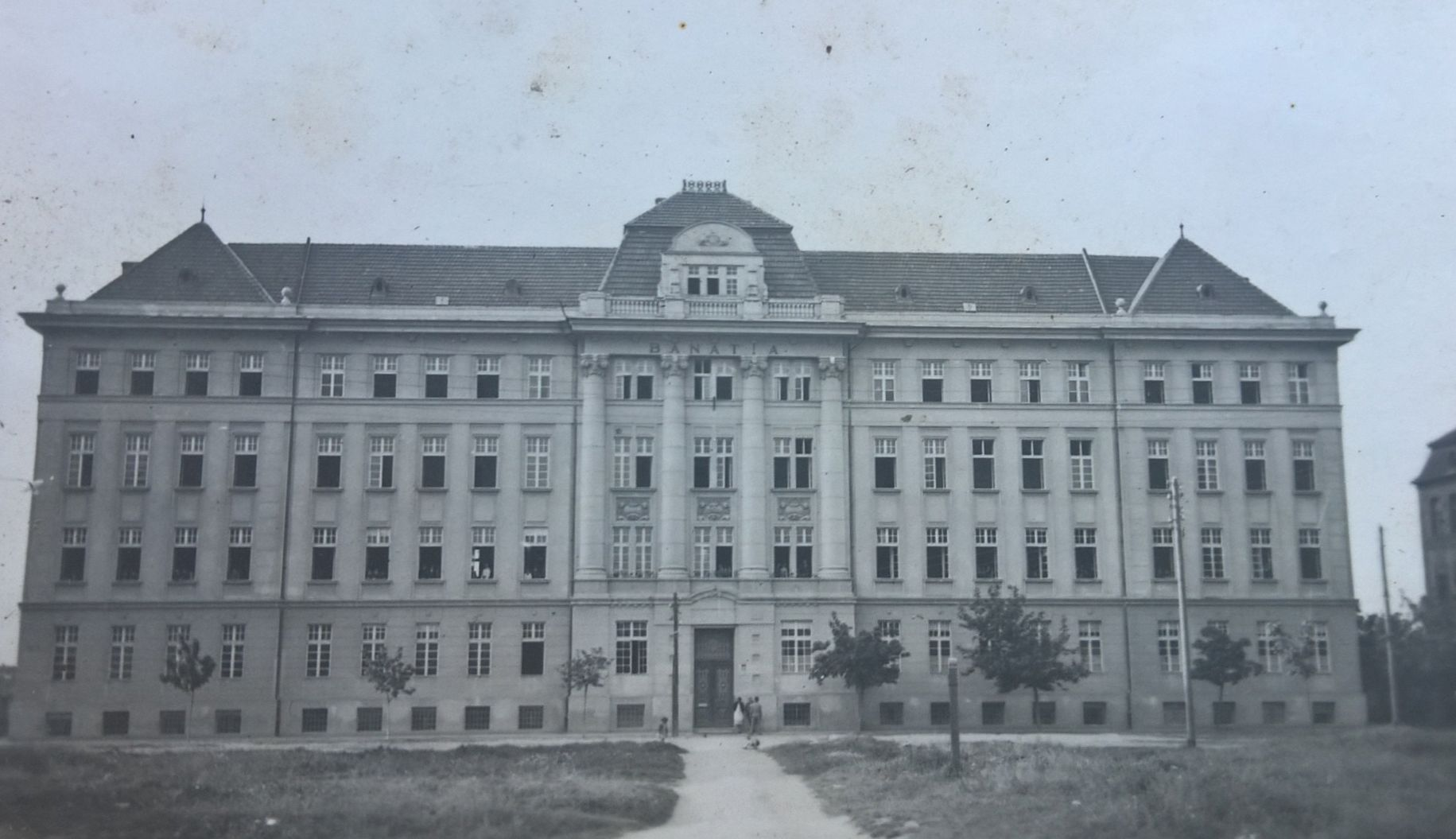
Banatia-Schule in Timișoara, 1939

Potye wurde als ältester von drei Söhnen der Landwirte Johann Potye und Elisabeth geb. Petri – Banater Schwaben – in Cărpiniș (Gertianosch) geboren. Nach der Volksschule ebenda besuchte er von 1937 bis 1941 das deutsche Knabenlyzeum an der Banatia in Timișoara (Temeswar), wo er im Juni 1941 mit der kleinen Matura abschloss. Als sein Vater zum rumänischen Militärdienst einberufen wurde, musste Peter Potye den bäuerlichen Betrieb seiner Eltern führen. Im Frühling 1942 erlebte er das Hochwasser der Temesch in Cărpiniș, wo er die Arbeiten zur Errichtung eines Erddammes zum Schutz des Ortes dokumentierte.

## Zweiter Weltkrieg

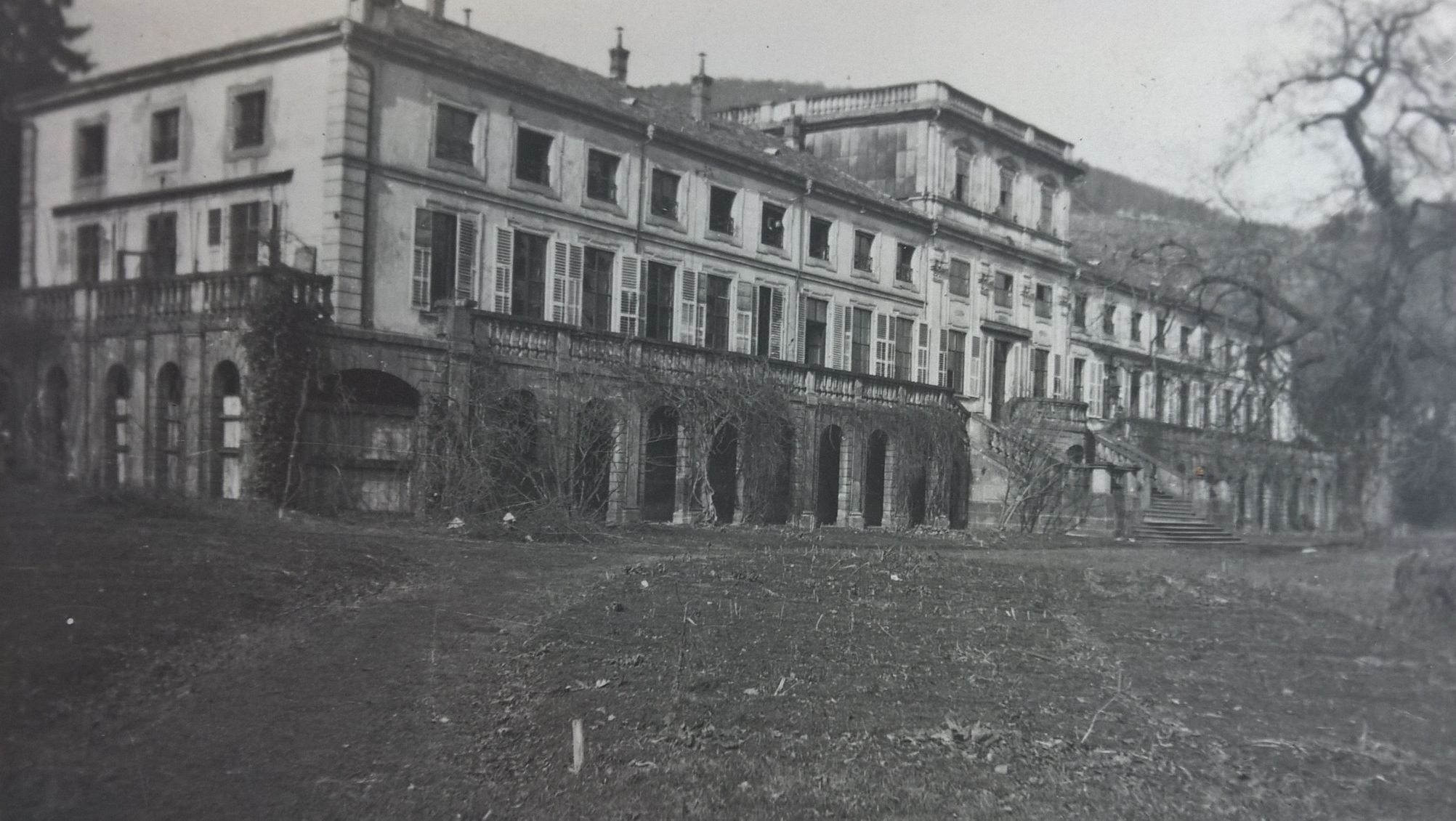
Schloss Gebweiler 1944

Infolge des Waffen-SS-Abkommens vom 12. Mai 1943 zwischen der rumänischen Regierung unter Ion Antonescu und dem Deutschen Reich wurden alle deutschstämmigen wehrpflichtigen Männer in die deutsche Wehrmacht eingezogen. Am 10. Juli 1943 wurde Potye als 17-Jähriger gemeinsam mit weiteren etwa 150 jungen Männern aus Gertianosch zum Militärdienst bei der Waffen-SS einberufen und der SS-Division „Wiking“ zugeteilt. Als Teil der 9. Kompanie im 3. Bataillon des SS-Panzer-Grenadier-Regiments 9 „Germania“ unter SS-Obersturmführer Kurt Schumacher wurde Potye im August 1943 in Ozalj in Kroatien zur Partisanenbekämpfung eingesetzt.
Am 23. Oktober 1943 wurde Potye zum Besuch der Berufsoberschule für Führerbewerber der Waffen-SS in Ulm unter der Leitung von SS-Obersturmbannführer Otto Borst abgestellt. Im Jänner 1944 wurde er mit den Gruppen VW (Verwaltung) und L (Landwirtschaft) des Schulbetriebes unter der Leitung von SS-Sturmbannführer Karl Mutschler ins Schloss Neuenburg in Gebweiler im Elsass und im Juni 1944 nach Rufach verlegt.
Am 1. September 1944 erfolgte die Verlegung nach Markirch in die Vogesen, wo Potye bei der Außensicherung des für die Rüstungsindustrie beschlagnahmten und als Fabrik für Flugzeugteile umgewandelten Maurice-Lemaire-Tunnels eingesetzt wurde. Am 8. September 1944 wurde das Ostportal des Tunnels zugemauert und die Kompanie am 30. September 1944 erst nach Ulm und weiter nach Wien verlegt. Am 17. Oktober 1944 erlebte der mittlerweile zum SS-Sturmmann beförderte Potye einen Luftangriff auf Wien.
Ab Oktober 1944 wurde Potye dem SS-Jagdkommando Südost unter der Führung von Otto Skorzeny zugeteilt. Mit der in Schloss Seebarn in Harmannsdorf stationierten Fallschirmjäger-Abteilung 502 (Feldpostnummer 48927/R) unter der Leitung von SS-Obersturmführer Müller erhielt er eine Ausbildung für Sondereinsätze. Im Jänner 1945 folgte ein Scharfschützenlehrgang auf dem Truppenübungsplatz Zeithain in Sachsen unter dem Kommando von SS-Untersturmführer Willscher. Am 11. Februar 1945 wurde die Einheit an die Ostfront verlegt. Unter dem Kommando von SS-Untersturmführer Harry Wabra wurde der Brückenkopf Schwedt an der Oder gegen die vorrückende Rote Armee verteidigt. In der Nacht zum 1. März 1945 wurde der Brückenkopf durch die Division Schwedt geräumt und die Brücke über die Oder gesprengt. Potye wurde mit seiner Einheit wieder nach Harmannsdorf verlegt.
Am 28. März 1945 erfolgte im Rahmen des Kommandos Heltmann-Waldteufel die neuerliche Verlegung an die Ostfront nach Tepla und Nemsova in der Nordwestslowakei. Ab 15. April 1945 erfolgte der Rückzug in das 1939 annektierte, sogenannte Protektorat Böhmen und Mähren bis Iglau. Am 5. Mai 1945 gelangte die Einheit über Waidhofen an der Thaya und Gföhl bis Krems. Am 6. Mai 1945 verlagerte sich seine Einheit, nur zwei Tage bevor sich am 8. Mai 1945 in Erlauf der sowjetische Generalmajor Dmitri Dritschkin und der US-amerikanische Generalmajor Reinhart zum historischen Handschlag begegneten, über Melk und Waidhofen an der Ybbs bis nach Göstling. Am 9. Mai 1945 erreichten sie St. Gallen und später Liezen.

## US-amerikanische Kriegsgefangenschaft
Am 12. Mai 1945 gelangte Potye auf Weisung der US-amerikanischen Militärpolizei ins Auffanglager der US-Amerikaner nach Uttendorf im Innviertel. Von 22. Mai 1945 bis 4. Juli 1945 war Potye als ehemaliges SS-Mitglied im Lager Altheim in Altheim interniert. Von dort wurde er bis 31. August 1945 in die Baracken des ehemaligen KZ Ebensee verlegt. Die Zeit vom 1. September 1945 bis 25. September 1945 verbrachte Potye im Gefangenenlager Steyr, wo er zu Aufräumungsarbeiten in den Steyr-Werken, sowie zu Holzfällerarbeiten in Großraming eingeteilt wurde. Am 26. September 1945 wurden alle aus Rumänien stammenden Kriegsgefangenen nach Linz in das Lager Wegscheid verlegt. Von diesem Lager aus wurden Einsätze zur Schuttbeseitigung beim schwer beschädigten Hauptbahnhof Linz durchgeführt. Ab 22. Oktober 1945 wurde er einem Arbeitskommando in der ehem. SS-Kaserne Ebelsberg zugeteilt. Am 21. April 1946 wurde Potye ins DP-Lager Haid verlegt und dort am 23. April 1946 aus der Kriegsgefangenschaft entlassen.

## Nachkriegszeit und Karriere bei Coca-Cola

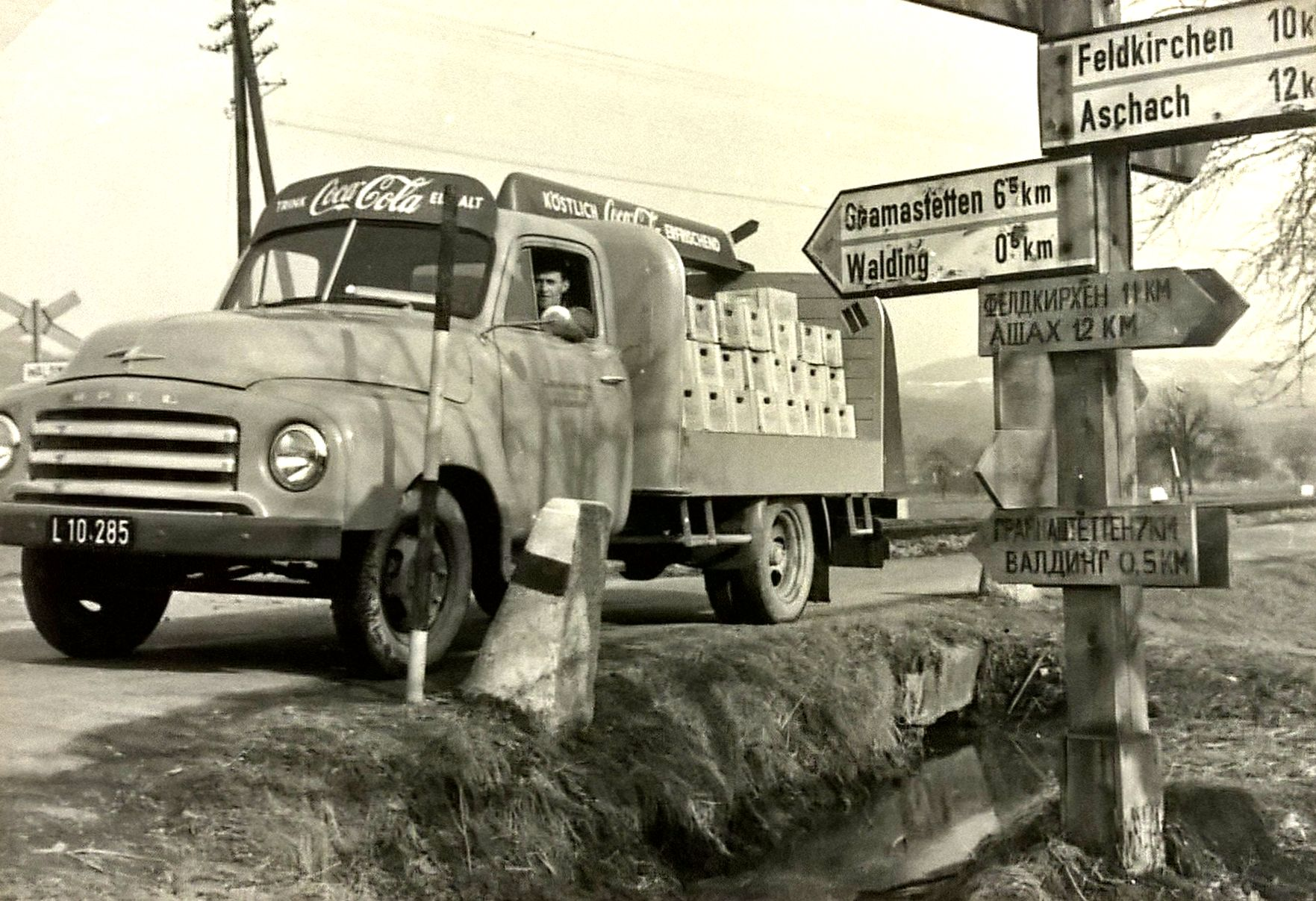
Potye bei Walding auf seiner ersten Auslieferungsfahrt für Coca-Cola in die sowjetische Besatzungszone ins Mühlviertel

Unmittelbar nach seiner Entlassung aus der Kriegsgefangenschaft begann Potye am 1. Mai 1946 bei den United States Forces in Austria in Linz-Ebelsberg seine Arbeit als Koch. Nach der Auflösung dieser Einheit im Juli 1947 fand er eine Anstellung als Verkäufer von Coca-Cola im Auslieferungslager beim Fliegerhorst Hörsching. Von hier aus erfolgte die Versorgung der amerikanischen Truppen in Linz und Umgebung mit dem Erfrischungsgetränk. 1953 erfolgte die Gründung der Getränkeindustrie Paul Koenig OHG, womit das Zivilgeschäft mit Coca-Cola in Österreich begann. Nachdem Potye 1953 die österreichische Staatsbürgerschaft verliehen wurde, führte er 1954 über die Nibelungenbrücke die weltweit erste Auslieferungsfahrt von Coca-Cola in die sowjetische Besatzungszone ins obere Mühlviertel durch. 1962 übersiedelte Potye mit seiner Familie von Linz-Ebelsberg nach Ansfelden/Haid. Potye war bis zu seiner Pensionierung 1985 bei Coca-Cola beschäftigt, zuletzt als Verkaufsleiter.
Bei der Fußball-Weltmeisterschaft 1978 in Córdoba, Argentinien, war Potye als Zuschauer im Stadion Augenzeuge des legendären Matches Österreich gegen Deutschland, als Österreich mit 3:2 gegen Deutschland siegte.
Peter Potye lebte in Ansfelden/Haid. Er war verheiratet und Vater von 3 Kindern.

## Tätigkeit als Zeitzeuge
Die Stadtgemeinde Ansfelden fasste 2011 den Beschluss, die Geschichte des ehemaligen DP-Lagers 121 Haid für die Nachwelt zu erhalten und den historischen Hintergrund des Stadtteils Haid zu dokumentieren. Zur Abwicklung des Projekts wurde ein Geschichtsverein gegründet, bei dem Peter Potye von Beginn an als Vorstandsmitglied tätig war. In dem 2013 im Rahmen des Projektes erstellten Film Vertreibung und Neubeginn über die Lagergeschichte kommt Potye als Zeitzeuge zu Wort. Im Rahmen einer im November 2013 eröffneten Ausstellung über das DP-Lager Haid wurde der Film der Öffentlichkeit vorgestellt.
Anlässlich der 2015 eröffneten Ausstellung Geteilte Stadt. Linz 1945–55 im Linzer Stadtmuseum Nordico wurde Potye als Zeitzeuge interviewt und wurden Exponate seiner Privatsammlung präsentiert.
Seine Lebenschronik mit dem Titel So war mein Leben veröffentlichte Peter Potye im Herbst 2021 im Eigenverlag.

## Soziales Engagement
Gemeinsam mit seinem Bruder Josef gründete Peter Potye 1990 das Projekt Hilfe für Gertianosch. In Zusammenarbeit mit der Gemeinde Ansfelden unterstützten sie die Bewohner von Gertianosch, da nach dem Sturz des Ceausescu-Regimes 1989 viele Menschen in Rumänien auf Grund der politischen Vorgänge Not litten.

## Auszeichnungen
- 1979 Goldenes Verdienstzeichen der Republik Österreich
- 1988 Silbernes Verdienstzeichen des Landes Oberösterreich
- 2015 Anerkennungszeichen der Stadtgemeinde Ansfelden[12]